# Franz Burgmeier
Franz Burgmeimer (ur. 7 kwietnia 1982 w Triesen) – liechtensteiński piłkarz, występujący na pozycji ofensywnego pomocnika. Aktualnie grający w FC Vaduz.
W Reprezentacji Liechtensteinu zadebiutował 5 września 2001 w meczu z Hiszpanią.

## Sukcesy piłkarskie
- Zwycięstwo w Pucharze Liechtensteinu (2001, 2002, 2003, 2004, 2005, 2010, 2011)
- Zwycięstwo w Pucharze Szwajcarii (2007)
- Zwycięstwo w Uhrencup (2006)